# شارون هايز
شارون هايز (بالإنجليزية: Sharon Hayes)‏ هي فنانة أمريكية، ولدت في 1970 في بالتيمور في الولايات المتحدة.

## وصلات خارجية
- الموقع الرسمي